# San Marinos Grand Prix 2004
San Marinos Grand Prix 2004 var det fjärde av 18 lopp ingående i formel 1-VM 2004.

## Rapport
Jenson Button i BAR tog här pole position före Michael Schumacher i Ferrari medan Juan Pablo Montoya i Williams och Rubens Barrichello i Ferrari delade det andra startledet. 
Ralf Schumacher i Williams och Fernando Alonso i Renault kvalade in som femma respektive sexa, medan Takuma Sato i BAR och Mark Webber i  Jaguar, som återigen gjorde ett bra kval, tog startplatserna sju och åtta. 
I det femte ledet stod Jarno Trulli i Renault och Cristiano da Matta i Toyota, som återigen stod bland de tio främsta. Zsolt Baumgartner i Minardi hade enorma problem under sitt kvalvarv och snurrade i en av banans chikaner. Han slapp sig dock starta sist eftersom både Kimi Räikkönen i McLaren och Giancarlo Fisichella i Sauber avstod från sina kvalvarv.
Starten blev dramatisk, där Button tog kommandot. Michael Schumacher hade dock problem med fästet och hade fullt upp med att hålla Montoya bakom sig, som i sin tur hade stora problem med att hålla undan för Ralf Schumacher. Detta ledde till att Montoya kom upp jämsides med Michael Schumacher i Tosa. Schumacher styrde dock emot vilket tvingade ut Montoya på gräset vid sidan av banan, något som irriterade denne till den milda grad att han i sin tur tvingade ut sin stallkollega Ralf Schumacher på gräset i ingången till Piratella.
Efter första varvet lugnade det ner sig och Button körde konstant ifrån Michael Schumacher. 
Dock hade Button och BAR-stallet chansat med att kvala in med en lättare bil, vilket resulterade i ett tidigare depåstopp än konkurrenterna. Michael Schumacher kunde därför ligga ute i två varv till och drog till med några väldigt snabba varv för att sedan enkelt passera Button i samband med sitt depåstopp. Michael Schumacher var sedan ohotad och vann tämligen komfortabelt med Button som tvåa. 
Montoya, som lugnat ner sig efter det första varvet, slutade på tredje plats. Han hade i slutskedet dock hotats av Alonso, som med sin strategi och fenomenala körning tog fjärdeplatsen från de sjätte startrutan. Trulli tog femteplatsen före Barrichello, som hade tappat enormt vid sina depåstopp. Ralf Schumacher stötte i loppets slutskede ihop med Alonso och snurrade i Tosa, varvid hans fjärdeplats omvandlades till en sjundeplats i mål. 
Räikkönen, vars katastrofsäsong fortsatte, fick ändå in bilen på en åttonde plats efter att bara ha gjort ett depåstopp. Detta var Räikkönens första poäng för säsongen. Fisichella och Felipe Massa i Sauber slutade nia respektive tia.

## Resultat
1. Michael Schumacher, Ferrari, 10 poäng
2. Jenson Button, BAR-Honda, 8
3. Juan Pablo Montoya, Williams-BMW, 6
4. Fernando Alonso, Renault, 5
5. Jarno Trulli, Renault, 4
6. Rubens Barrichello, Ferrari, 3
7. Ralf Schumacher, Williams-BMW, 2
8. Kimi Räikkönen, McLaren-Mercedes, 1
9. Giancarlo Fisichella Sauber-Petronas
10. Felipe Massa Sauber-Petronas
11. Olivier Panis Toyota
12. David Coulthard McLaren-Mercedes
13. Mark Webber Jaguar-Cosworth
14. Christian Klien Jaguar-Cosworth
15. Zsolt Baumgartner Minardi-Cosworth
16. Takuma Sato BAR-Honda

### Förare som bröt loppet
- Nick Heidfeld, Jordan-Ford (varv 48, drivaxel)
- Cristiano da Matta, Toyota (32, olycka)
- Gianmaria Bruni, Minardi-Cosworth (22, bromsar)
- Giorgio Pantano, Jordan-Ford (6, hydraulik)

## VM-ställning
| Förarmästerskapet 1. Michael Schumacher, Ferrari, 40 2. Rubens Barrichello, Ferrari, 24 3. Jenson Button, BAR-Honda, 23 | Konstruktörsmästerskapet 1. Ferrari, 64 2. Renault, 31 3. BAR-Honda, 27 · Williams-BMW, 27 |